# Asterix legionario
Asterix legionario (Astérix légionnaire) è la decima storia a fumetti della serie Asterix, creata da René Goscinny (sceneggiatura) e Albert Uderzo (disegni). La sua prima pubblicazione in volume in lingua originale risale al 1967.

## Trama
La bella Falbalà, originaria del villaggio ma residente a Condate, torna a casa in Armorica per un breve soggiorno ed il sensibile Obelix si innamora immediatamente di lei. Alla ragazza giunge però una lettera foriera di cattive notizie: il suo fidanzato Tragicomix è stato arruolato a forza nelle legioni di Giulio Cesare e spedito in Africa per combattere la guerra civile contro gli ultimi seguaci di Pompeo. Lo stesso Obelix si offre allora stoicamente di riportare a casa il giovane, ed insieme al fedele Asterix parte per una missione di salvataggio.
Per ritrovare Tragicomix i due decidono di arruolarsi a loro volta nell'esercito romano: dopo un periodo di addestramento -durante il quale hanno modo di rendere la vita impossibile ai centurioni istruttori- finalmente vengono inquadrati nelle legioni e imbarcati per raggiungere le forze di Cesare presso Tapso.
Giunti a destinazione, Asterix e Obelix scoprono ben presto che il loro compatriota è stato fatto prigioniero dai soldati di Metello Scipione durante una scaramuccia. Per salvarlo, i due nottetempo si lanciano in una sortita solitaria contro l'accampamento avversario, ovviamente avendo facilmente ragione dei Romani dissidenti a suon di sberle. La loro azione imprevista costringe fra l'altro lo stesso Cesare a passare all'attacco del nemico -una decisione che non osava prendere- e a dare quindi battaglia alle truppe di Scipione.
Nella confusione che segue, Asterix e Obelix riescono con facilità a ritrovare e liberare Tragicomix. In seguito lo stesso Cesare, vittorioso anche per merito dei due Galli, concede loro di ritornare in patria. Tragicomix può così riabbracciare la sua bella, e i Galli festeggiare il loro successo con il solito banchetto.

## Personaggi principali
I personaggi presenti nella storia più rilevanti ai fini della trama sono:
- Asterix: con l'audacia che lo contraddistingue accetta immediatamente di partire al salvataggio di Tragicomix, e riesce nell'intento grazie alla sua astuzia e alla forza prodigiosa conferitagli dalla pozione magica di Panoramix. Nel finale non partecipa al classico banchetto sotto le stelle perché folgorato dal bacio di ringraziamento della bella Falbalà
- Obelix: pur avendo in Tragicomix il suo rivale in amore non esita a farsi avanti per salvarlo, dimostrando grande eroismo, anche se poi in privato scoppia numerose volte a piangere e ritrovato il giovane non può impedirsi di invidiarlo. Si getta indenne contro l'intero esercito di Cesare, ma nel finale viene steso da un bacio di Falbalà
- Falbalà (Falbala)[3]: figlia di un abitante del villaggio, tale Piantaquatix, si è trasferita da giovane a Condate (Rennes) per studiare. Molto bella e dolce, è la fidanzata di Tragicomix
- Tragicomix (Tragicomix)[4]: fidanzato di Falbalà arruolato a forza nelle legioni di Cesare, è un ragazzo bello e prestante, per l'invidia di Obelix descritto da tutti come "molto affascinante"
- Testonius e Hotelterminus[5]: sono i due centurioni incaricati dell'addestramento delle reclute nella guarnigione di Condate. A causa di Asterix e Obelix giungono al limite dell'esaurimento nervoso, ma nel finale possono godere di gloria riflessa per l'azione eroica dei due

## Riferimenti storici e parodie

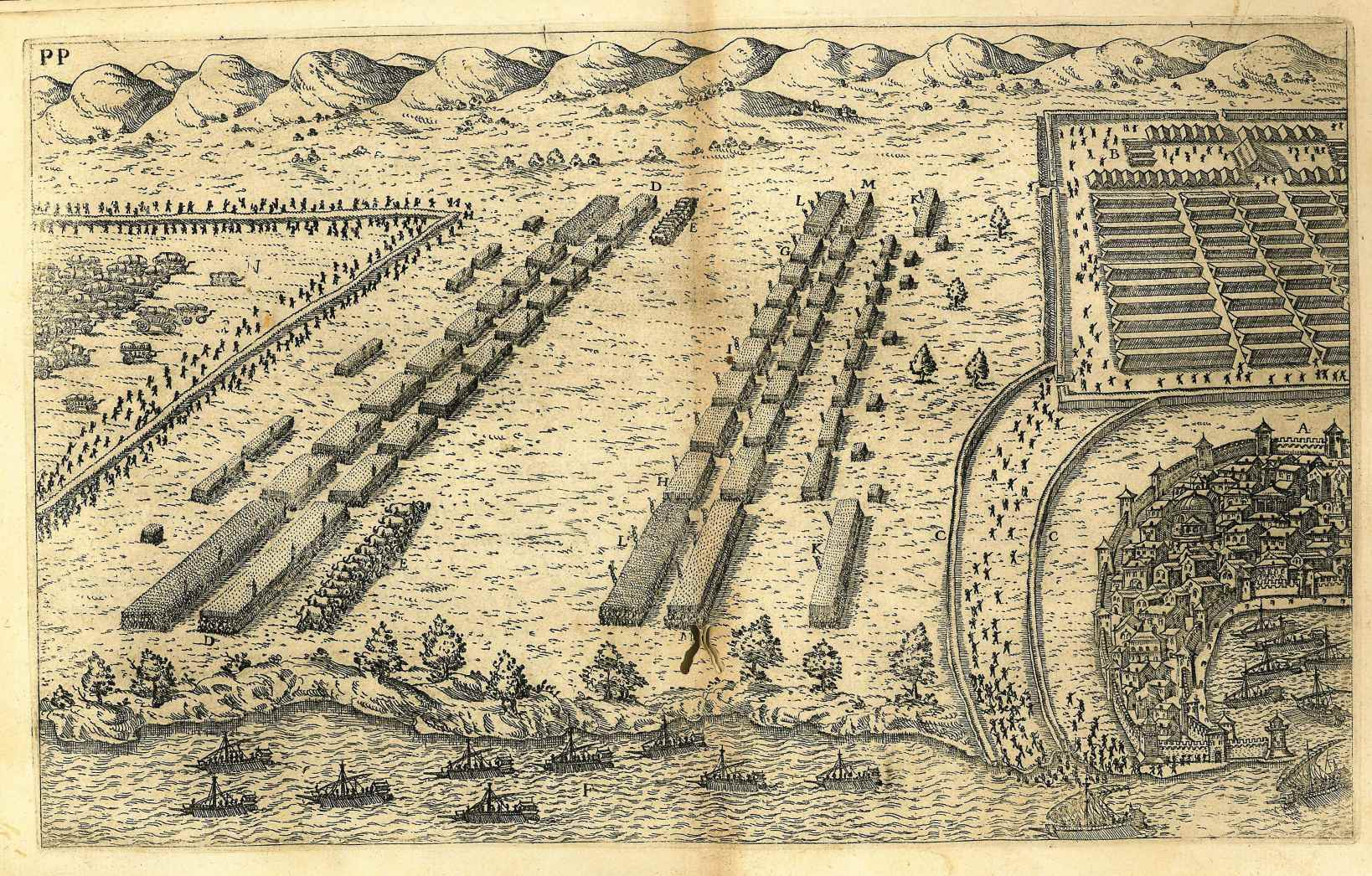
La battaglia di Tapso, illustrazione in rame di Andrea Palladio

Alcune delle situazioni presenti nell'albo prendono spunto da avvenimenti realmente accaduti. L'intera vicenda si svolge durante una delle ultime fasi della guerra civile romana che vide opporsi le legioni di Giulio Cesare e la fazione tradizionalista di Pompeo (già sconfitto da Cesare a Farsalo nel 48 a.C.), guidata da Catone Uticense ed appoggiata dal Senato Romano. Asterix e Obelix capitano negli accampamenti di Cesare a Tapso (oggi in Tunisia) all'alba della omonima battaglia (dunque il 6 aprile del 46 a.C.), che fu uno degli eventi chiave della Guerra. Nel fumetto i due Galli giocano anzi un ruolo fondamentale nelle azioni belliche, costringendo Cesare a rompere gli indugi e ad attaccare per primo l'esercito avversario capitanato da Scipione Metello. Nei dialoghi vengono nominati anche Giuba I, re di Numidia, e Afranio, personaggi storicamente esistiti. Quest'ultimo viene definito da Cesare "il traditore", dal momento che, già catturato una volta dal condottiero e graziato, era tornato poi a combattere per i Pompeiani.

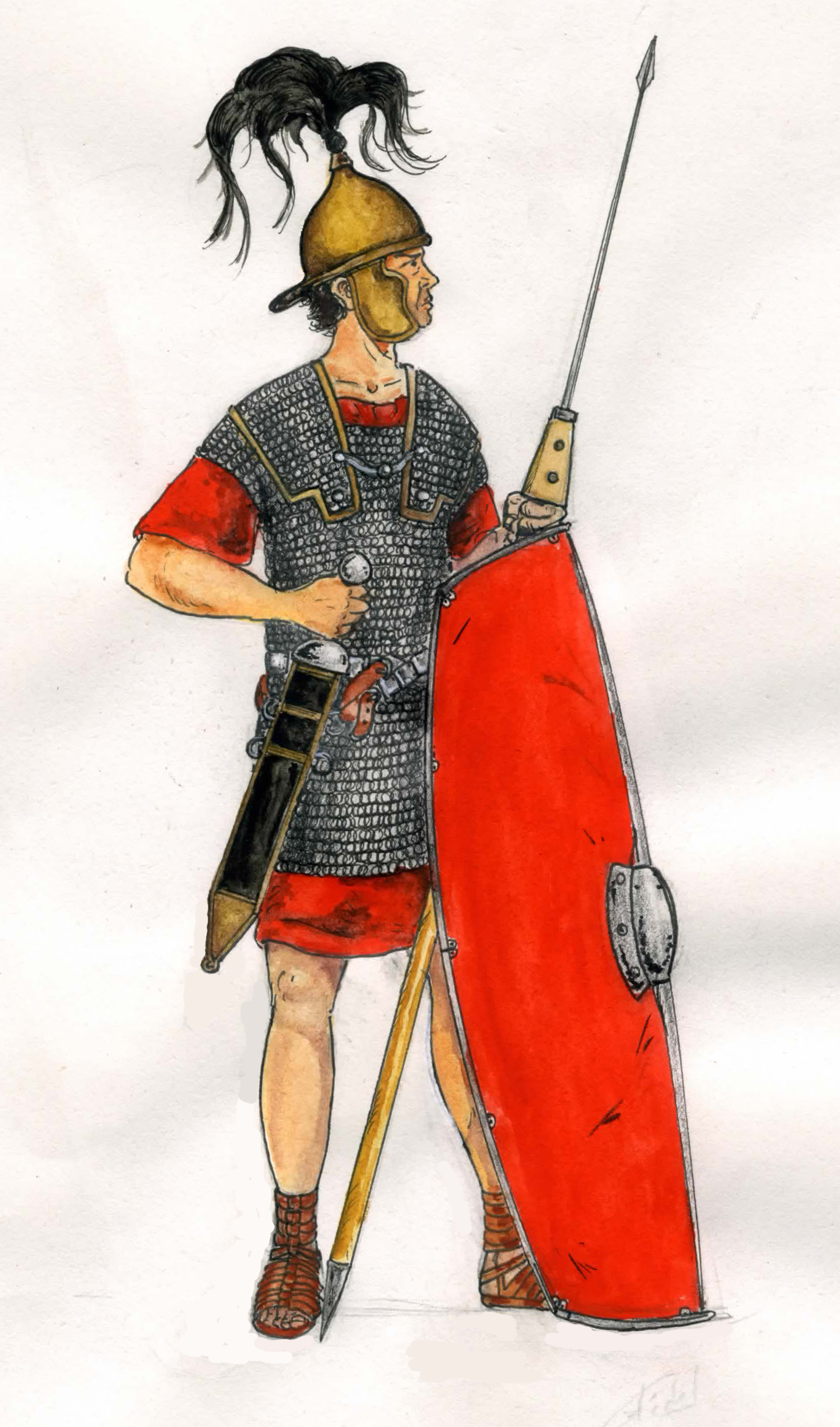
Rappresentazione di un legionario romano

Gran parte dell'albo parodia l'esercito romano e, con esso, gli usi e i costumi delle moderne Forze Armate. Lo stesso Goscinny, pur essendo nato in Argentina, aveva svolto da giovane il servizio militare presso le forze armate francesi, ed è probabile che abbia tratto alcuni spunti dalla propria esperienza. Asterix e Obelix, arruolatisi nell'esercito Romano, prendono parte a un periodo di addestramento durante il quale hanno modo di sconvolgere praticamente tutte le consuetudini militari: il presentat-arm, il rancio, la sveglia, le marce forzate, l'allenamento con il pilum e in generale la disciplina e la gerarchia, il tutto per la disperazione dei loro istruttori.
Oltre ai due Galli partecipano agli addestramenti reclute appartenenti a diversi popoli antichi, alcuni dei quali già incontrati dai protagonisti, ognuno contraddistinto dai propri stereotipi e che formano un'accozzaglia indisciplinata e piuttosto improbabile: un Goto che parla una lingua incomprensibile resa graficamente tramite l'alfabeto gotico (come in Asterix e i Goti), un Egizio che similmente si esprime attraverso geroglifici (come in Asterix e Cleopatra), un Britanno contraddistinto da un impeccabile aplomb e da un pessimo gusto per il cibo (come in Asterix e i Britanni) e ancora un Greco e un Belga, quest'ultimo caratterizzato da una capigliatura identica a quella di Tintin, omaggio al belga Hergé. Andrebbe inoltre segnalato il fatto che Asterix, Obelix, Tragicomix e le altre reclute non avrebbero mai potuto arruolarsi nella Legione romana, in quanto sprovvisti della cittadinanza: sarebbe stato più realistico se si fossero arruolati tra gli ausiliari. 
Nell'albo sono poi presenti alcuni riferimenti culturali: uno è la vignetta che ritrae i Pirati su una zattera (Tavola 31), che richiama esplicitamente il famoso dipinto La zattera della Medusa di Théodore Géricault. Da notare come questa vignetta fu successivamente ripresa e trasposta al cinema nel film del 2002 Asterix e Obelix: Missione Cleopatra.
Un secondo riferimento si ha nella frase pronunciata da un funzionario romano della guarnigione di Condate, che alla richiesta di informazioni su Tragicomix risponde "Tragicomix con la T come in Timeo Danaos et dona ferentes?" citazione proverbiale dall'Eneide. Da notare come quest'ultimo sia un piccolo anacronismo, dal momento che il poema virgiliano sarebbe ovviamente stato scritto solo una trentina di anni dopo l'epoca in cui si svolgono le vicende narrate.

## Storia editoriale
In Francia la storia fu serializzata inizialmente all'interno della rivista Pilote, in cui apparve a puntate dal numero 368 (10 novembre 1966) al numero 389 (6 aprile 1967); in seguito è stata pubblicata in albo cartonato nel 1967 dall'editore Dargaud.
Attualmente l'albo viene ristampato dalla casa editrice Hachette Livre, che nel dicembre 2008 acquisì da Uderzo e da Anna Goscinny (figlia dello scomparso René) tutti i diritti sulle pubblicazioni di Asterix.

### Edizioni estere

#### Italia
In Italia l'albo è edito, come gli altri della serie, da Mondadori; la prima edizione italiana risale al maggio 1968 per la traduzione di Marcello Marchesi. La Mondadori ha ristampato l'albo più volte nel corso degli anni; l'ultima edizione, condotta su quella francese di Hachette Livre, è della fine del 2011 e rispetto alle precedenti presenta, pur mantenendo invariata la traduzione, una copertina diversa, un nuovo lettering e una colorazione rinnovata; è inoltre caratterizzata dall'avere la sagoma di Asterix stampata in rosso sulla costa. Nel 1976 è stata pubblicata dalla Mondadori una versione tascabile in bianco e nero dell'albo, nella collana Oscar Mondadori. La storia è stata pubblicata a puntate anche all'interno della rivista Il Giornalino (Edizioni San Paolo), nella quale fece la sua prima apparizione nel 1976 venendovi poi ristampata periodicamente. Tale edizione è basata su quella Mondadori e presenta la stessa traduzione di Marcello Marchesi. Un'ulteriore edizione italiana dell'albo è stata quella pubblicata da Fabbri/Dargaud, datata gennaio 1983. Anche questa era basata sull'edizione Mondadori, e presenta il medesimo titolo e la medesima traduzione.

## In altre lingue
Il titolo originale dell'albo, Astérix légionnaire, è stato tradotto come segue in alcune delle principali lingue in cui il fumetto è edito; vengono inoltre indicate la casa editrice e l'anno di prima pubblicazione:
- catalano: Astèrix legionari - Salvat editores,  Spagna (prima edizione Mas Ivars Editores, 1976)
- coreano: 로마군이 아스테릭스 (Romaguni doen Asteriks) - Moonhak-kwa-Jisung-Sa,  Corea del Sud, 2003
- danese: Asterix i trøjen - Egmont Serieforlaget A/S,  Danimarca, 1971
- finlandese: Asterix legioonalaisena - Egmont Kustanus Oy,  Finlandia, 1970
- inglese: Asterix the Legionary - Orion,  Regno Unito, 1970
- latino: Asterix Legionarius - Egmont Ehapa Verlag,  Germania
- olandese: Asterix als legioensoldaat - Hachette Livre,  Paesi Bassi, 2003 (prima edizione Dargaud, 1971)
- portoghese: Astérix Legionário - Edições ASA,  Portogallo
- spagnolo: Asterix legionario - Salvat editores,  Spagna, 1969
- svedese: Asterix drar i fält - Egmont Kärnan AB,  Svezia, 1971
- tedesco: Asterix als Legionär - Egmont Ehapa Verlag,  Germania, 1971

## Altri media
La trama di questa storia è stata utilizzata per il lungometraggio d'animazione Asterix contro Cesare del 1985. L'adattamento cinematografico incorpora però anche degli elementi dall'albo Asterix gladiatore.